# Sandman (lik)
Sandman (Flint Marko) je izmišljena oseba v ameriških stripih založbe Marvel. Sandman je v nesreči pridobil sposobnost, da se spremeni v pesek. Začel je kot ponavljajoči se antagonist superjunaka Spider-Mana, vendar se je sčasoma odkupil in sčasoma postal antijunak. Sandman je bil tudi sovražnik Fantastičnih štirih in je ustanovni član ekip superzlobnežev Sinister Six in Frightful Four.
Sandman se je pojavil v filmih Spider-Man 3 in Spider-Man: Ni poti domov, v obeh filmih pa ga je upodobil igralec Thomas Haden Church.